# Ángel Sánchez Batea
Ángel Sánchez Batea (Teruel, c. 1895 - Zaragoza, 29 de mayo de 1943) fue un agricultor, sindicalista y político español, ejecutado víctima de la represión durante la dictadura franquista.
Campesino miembro del sindicato de oficios varios de la Unión General de Trabajadores (UGT) desde la década de 1920, durante toda su vida desarrolló una intensa actividad sindical en la provincia de Teruel. Ya en 1922 acudió al Congreso Nacional de UGT como delegado y, una vez proclamada la Segunda República, participó en las ocupaciones de tierras y en la denuncia de las condiciones de vida de los campesinos, motivo por el cual fue detenido en dos ocasiones. Avanzada la República, fue delegado del sindicato en la Junta Provincial de Reforma Agraria y durante la Guerra Civil, formó parte del Comité local de Alcañiz como representante sindical.
En el ámbito político, participó en la refundación de la agrupación socialista turolense en 1929 tras la escisión en el seno del Partido Socialista Obrero Español (PSOE) del sector que más tarde formaría el Partido Comunista. Elegido concejal del ayuntamiento de Teruel en las elecciones municipales de 1931, presidió la agrupación socialista a partir de 1932. Cesado gubernativamente tras la revolución de 1934, fue repuesto en el cargo de concejal tras las elecciones de 1936. Cuando se produjo el golpe de Estado de julio de 1936 que dio inicio a la Guerra Civil, se encontraba trabajando en los campos de una localidad de la provincia. Triunfante la sublevación en la capital, aunque Sánchez Batea evitó la represión, no corrió la misma suerte su familia más cercana que se encontraba en la ciudad: fueron asesinados un tío, su hermano, su esposa y su hija. Con el triunfo del ejército republicano en la conquista de Teruel, Sánchez Batea había sido designado como alcalde, lo que fue imposible al reconquistarla los sublevados un mes más tarde.
Al final de la guerra en abril de 1939 fue detenido en Alicante tras la rendición de la ciudad y su puerto a la División Littorio. Después de un periplo por campos y prisiones, fue una de las más de 3.500 personas fusiladas en Zaragoza.